# Massimo Zucchelli
Massimo Zucchelli (ur. 22 lutego 1972 w Gandino) – włoski narciarz alpejski, złoty medalista mistrzostw świata juniorów.

## Kariera
Po raz pierwszy na arenie międzynarodowej Massimo Zucchelli pojawił się w 1991 roku, startując na mistrzostwach świata juniorów w Geilo. Zwyciężył tam w gigancie, wyprzedzając bezpośrednio Austriaka Gerharda Grebera i Francuza Francka Carmagnolle. Na tej samej imprezie był też szósty w supergigancie i trzynasty w zjeździe.
W zawodach Pucharu Świata zadebiutował 22 listopada 1992 roku w Sestriere, zajmując piętnaste miejsce w gigancie. Tym samym już w swoim debiucie zdobył pierwsze pucharowe punkty. Najlepszą lokatę w zawodach tego cyklu wywalczył 18 grudnia 1994 roku w Val d’Isère, zajmując dwunaste miejsce w tej samej konkurencji. Najlepsze wyniki osiągnął w sezonie 1994/1995, kiedy w klasyfikacji generalnej zajął 87. miejsce. Nie startował na mistrzostwach świata ani igrzyskach olimpijskich.

## Osiągnięcia

### Mistrzostwa świata juniorów
| Miejsce | Dzień       | Rok  | Miejscowość | Konkurencja | Czas biegu  | Strata  | Zwycięzca      |
| ------- | ----------- | ---- | ----------- | ----------- | ----------- | ------- | -------------- |
| 13.     | 8 kwietnia  | 1991 | Geilo       | Supergigant | 1:27,16 min | +1,91 s | Jure Košir     |
| 6.      | 11 kwietnia | 1991 | Geilo       | Zjazd       | 1:05,48 min | +1,20 s | Ivan Bormolini |
| 1.      | 12 kwietnia | 1991 | Geilo       | Gigant      | 2:04,64 min | -       | -              |

### Puchar Świata

#### Miejsca w klasyfikacji generalnej
- sezon 1992/1993: 94.
- sezon 1993/1994: 99.
- sezon 1994/1995: 87.
- sezon 1995/1996: 144.
- sezon 1996/1997: 116.

#### Miejsca na podium
Zucchelli nie stawał na podium zawodów PŚ.